# 李保衡 (清朝)
李保衡（？—1866年），清朝浙江会稽（今浙江省绍兴市）人。
李保衡由训导捐官为同知，分贵州。同治元年（1862年），署普定县（今贵州省安顺市）知县。贞丰（今贵州省贞丰县）回乱攻陷归化，波及普定县属下的白岩、沙子沟，将其击败。太平军逼近安顺，李保衡筹防，获间谍，得敌情，进行防备，太平军不得进攻。窜扰，督团兵攻击何二，歼敌数百，境内以安。同治三年（1864年），调署镇宁州（治今贵州省镇宁布依族苗族自治县）知州，同治四年（1865年），署兴义府（治今贵州省安龙县）知府，回乱首领金阿浑据守新城，假装要归降，暗中蓄发，怀有贰志。李保衡率数十敢死士，抵新城城下，将他呼出，明示威信，金阿浑剃发降清。归降的回乱首领马忠担任安义游击，拥兵骄横，侵夺知府之权，纵部卒虐待百姓。李保衡将他规劝。流亡归集数百户，总督劳崇光上疏推荐李保衡擢升为知府。为父丁忧，奏请夺情留任。
同治五年（1866年），以贞丰回乱首领马冲负隅抗清，都司熊忠、守备刘万胜等进剿。回兵分兵来拒，进踞距城三十里八达地方，与普坪黑夷王罚佣勾结，李保衡率领熊忠等设伏截击，多有斩杀。刘万胜也击退顶庙回兵，合师攻打八达。黑夷王罚佣诈降熊忠。熊忠将至新城受降，李保衡力阻，熊忠不听，最后熊忠遇害。李保衡调兴义、普安团练防御。回军兵临城下，李保衡登城固守，决心与城池共存亡。三月，熊忠部降卒与回兵勾结，兴义府城陷落。李保衡巷战被俘，骂敌不屈，被杀死。属绅刘官礼等用重金募人找到他的尸骸，二年后获葬。署经历徐海、州同李善斗一起遇难。朝廷赠李保衡道员，在兴义立祠祭祀，徐海、李善斗附祀。